# Markus Halbe

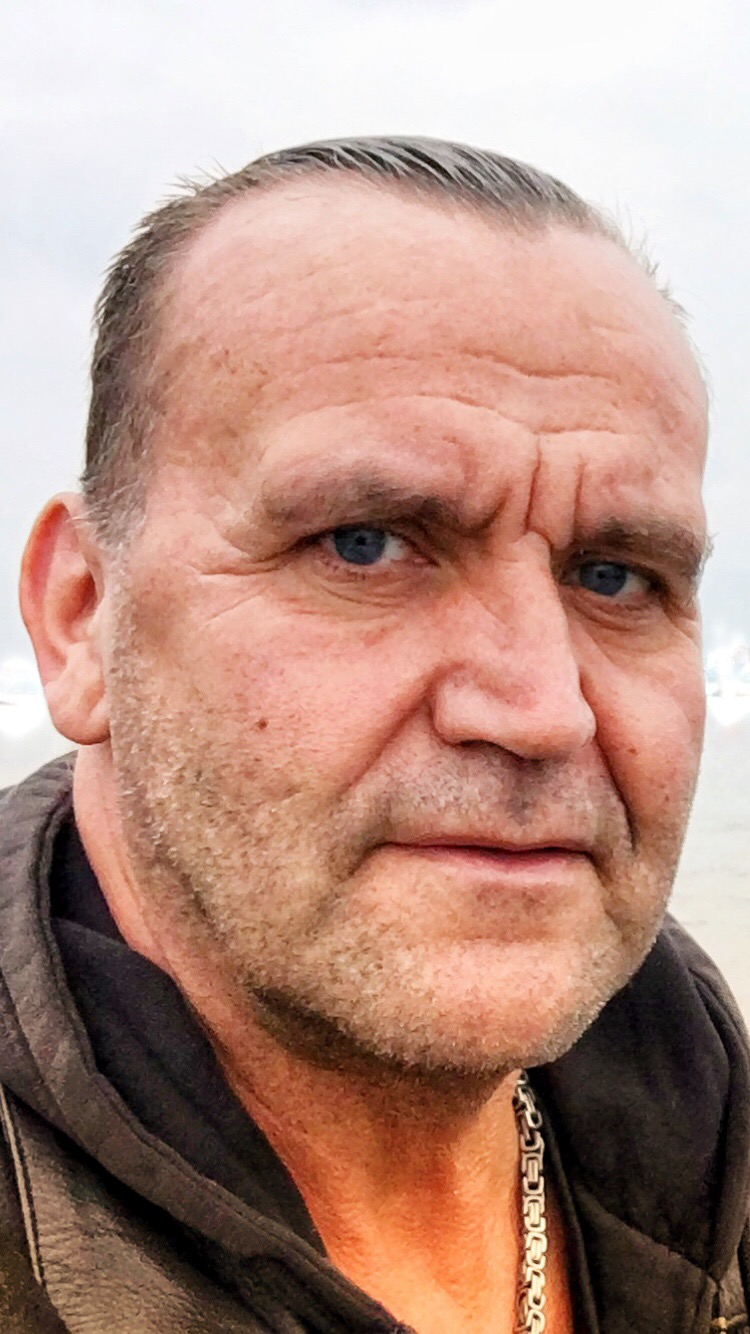
Markus Halbe, 2017

Markus Halbe (* 1966 in Düsseldorf) ist ein deutscher Schauspieler.

## Werdegang
Markus Halbe war ursprünglich Handwerksmeister und begann 2016 als Quereinsteiger eine einjährige Schauspielausbildung am Matchboxtheater Leverkusen. Des Weiteren besuchte er einige Schauspiel-Workshops, u. a. in der Stageschool Academy Düsseldorf. Er trat in den öffentlich-rechtlichen Programmen sowie im Privatfernsehen in diversen Rollen als Darsteller auf, z. B. in der Nebenrolle als Darsteller in Alarm für Cobra 11 – Die Autobahnpolizei (Hetzjagd auf Semir) und von April 2018 bis Juni 2021 als Teil der Hauptbesetzung in der Rolle des Hausmeisters Willi Kautz in der Vorabend-Sendung Krass Schule – Die jungen Lehrer.

## Filmografie
- 2016: Verdächtig – Knopf und Team (Fernsehserie, Folge Mord ohne Leiche)
- 2016–2017: Verdächtig – Detektei Wolloscheck (Fernsehserie, verschiedene Rollen, 2 Folgen, darunter Der Fall Hannah Kosniak)
- 2016: Der Lehrer (Fernsehserie)
- 2016–2017: Theaterstück Liebe in der Südsee
- 2017: Lindenstraße (Fernsehserie)
- 2017: Bolero (Werbefilm)
- 2017–2019: Alarm für Cobra 11 – Die Autobahnpolizei (Fernsehserie, verschiedene Rollen, 4 Folgen)
- 2017–2018: SOKO Köln (Fernsehserie, verschiedene Rollen, 2 Folgen)
- 2017: Marie Brand (Fernsehserie)
- 2017: Betrugsfälle (Fernsehserie, verschiedene Rollen, 3 Folgen: Unglaubwürdig, Der entführte Bräutigam, Das Leben hat seine eigenen Spielregeln)
- 2017: Glückxkinder (Musikvideo)
- 2017: Köln 50667 (Fernsehserie, 2 Folgen)
- 2017: Meine teuflische Freundin (Kinofilm)
- 2017: Detektei Lazar ermittelt (Fernsehserie)
- 2017: Everyday (Kurzfilm)
- 2017: So viel Zeit (Kinofilm)
- 2017: Die Konferenz (Kinofilm)
- 2017: Die Ruhrpottwache (Fernsehserie, Folge: Nackte Tatsachen)
- 2017: Gangster (Spielfilm)
- 2017: Die Straßencops Ruhrgebiet (Fernsehserie)
- 2017: Auf Streife (Fernsehserie, Folge: Der kölsche Fightclub)
- 2017: Bad Banks (ZDF-Serie)
- 2017: SOS Abzocke (Fernsehserie)
- 2017: Mario Barth deckt auf! (Fernsehserie)
- 2017: Carneval (Spielfilm)
- 2017: Neuland (Musikvideo)
- 2017: Blockbustards
- 2017: Champ (Fernsehserie, verschiedene Rollen, 2 Folgen)
- 2017: Vielmachglas (Spielfilm)
- 2017–2018: Alles was zählt (Fernsehserie, verschiedene Rollen, 6 Folgen)
- 2017: Nazdarovye (Kurzfilm)
- 2017: Otto.de-Werbespot
- 2017: Unter uns (Fernsehserie, 4 Folgen, u. a. Folge 17 aus Staffel 7)
- 2017: Revange in Peace (Kinofilm)
- 2017: Anwälte der Toten (Fernsehserie)
- 2017: K1 Spezialreport (Fernsehserie)
- 2017: Screen Force (Fernsehserie)
- 2017: Die Geschichte der Migration (Dokumentation)
- 2017: Das schönste Paar (Fernsehfilm)
- 2017: Die Referendare (Fernsehserie)
- 2017: Heldt (Fernsehserie)
- 2017: Club der roten Bänder (Fernsehserie)
- 2017–2018: Theaterstück Sommernachtstraum, Shakespeare
- 2018–2021: Krass Schule (Fernsehserie)
- 2018: Die Klempnerin (Mafiosi)
- 2018: Leider lustig (Fernsehserie des ZDF, 3 Auftritte als Darsteller)
- 2018: Alligatoah (Musikvideo)
- 2018: Tatort Münster (Fernsehfilm)
- 2018: Phönixsee (Fernsehfilm)
- 2018: Sun Diego (Musikvideo)
- 2018: Götterdämmerung (Filmprojekt)
- 2018: 18 Karat Gangster
- 2019: Alles was zählt (Episodendarsteller über 3 Monate)